# Holčovice
Holčovice (niem. Hillersdorf) – gmina w Czechach, w powiecie Bruntál, w kraju morawsko-śląskim. Położona jest nad rzeką Opawicą, lewym dopływie Opawy, w Niskich Jesionikach, w historycznym regionie Śląska Opawskiego.
Gmina składa się z 6 części i gmin katastralnych:
- Dlouhá Ves
- Hejnov
- Holčovice
- Jelení
- Komora
- Spálené

## Historia
Po ogłoszeniu patentu tolerancyjnego była to jedyna miejscowość na Śląsku zachodnim (Śląsku Opawskim), która zorganizowała luterański zbór (w 1782) i dom modlitwy (w 1828 wyodrębnił się z niego zbór filialny w Klein Bressel).
Według austriackiego spisu ludności z 1900 w 240 budynkach w Hillersdorfie na obszarze 752 hektarów mieszkało 1521 osób (Niderhillersdorf - 1266, Oberhillersdorf - 255), z tego wszyscy byli niemieckojęzyczni, 538 (35,4%) mieszkańców było katolikami a 983 (64,6%, w Oberhillersdorf - 88,6%) ewangelikami.